# 力丸乃りこ
力丸 乃りこ（りきまる のりこ、1月20日 - ）は、日本の女性声優。東京都出身。フリー。

## 経歴
声優になる前は事務職のOLをしていた。あるとき、なんとなく受けたオーディションに合格してCS放送のキャスターになる。その後、出演していた番組で、その内容から、もう少し低い声で、正確に情報を伝えるということを求められ、みなに「力丸さんの声はあまりキャスターに向いてないんじゃないの?」と言われたという。
スポーツ系の生放送番組のスタジオキャスターをしていたが、ある偶然からアニメのキャスティングに際してボイスサンプルを出すことになり合格、端役で声優デビューした。キャスター業もしつつ色々なオーディションを受けたりして、少しずつ声優として活動するようになったという。

## 人物
芸名は総画数が11になるように計算して考えたという。名前を決めるときに、テレビで「力丸」という人物が出演しており、「あぁ、こういうインパクトのある苗字だったら覚えてもらいやすいかなぁ…」と思って決めたという。「のりこ」も本名は全部漢字だが、そうすると見た目がかなり力強くなってしまい、「誤解を生むと困るなぁ」と思ったという。
資格は英語検定2級、漢字検定2級。趣味は映画鑑賞、バンジージャンプ。

## 出演
太字はメインキャラクター。

### テレビアニメ
2001年
- RAVE（エリーのママ）

2002年
- 電光超特急ヒカリアン（リサ王女）

2003年
- クロノクルセイド（シスタークレア）

2004年
- ビューティフル ジョー（ホーリィ）
- ローゼンメイデンシリーズ（2004年 - 2013年、桜田のり） - 3シリーズ + 特別編

2005年
- IZUMO -猛き剣の閃記-（白鳥明日香）
- 地獄少女（杉本）
- ToHeart2（小牧愛佳）

2006年
- ギャラクシーエンジェる〜ん（主婦C、乗組員A）
- マジカノ（本郷哲子）

2007年
- 瀬戸の花嫁（委員長）

2008年
- 天体戦士サンレッド（2008年 - 2009年、ファミレス店員、じゅん子） - 2シリーズ

2009年
- 11eyes（橘菊理、インヴィディア）
- タユタマ -Kiss on my Deity-（泉戸ましろ）

2011年
- 真剣で私に恋しなさい!!（武蔵小杉）
- ましろ色シンフォニー（天羽みう）

2012年
- 人類は衰退しました（書店の店番）

2014年
- 人生相談テレビアニメーション「人生」（性徒会長）

### OVA
2007年
- OVA ToHeart2（小牧愛佳）

2008年
- ToHeart2ad（小牧愛佳）
- 瀬戸の花嫁OVA 仁・義（2008年 - 2009年、委員長）

2009年
- ToHeart2 adplus（小牧愛佳）

2010年
- 瀬戸の花嫁 否苦炒亜怒羅魔 極道の妻 KEJIME（2010年、委員長）
- 11eyes volume7 OVA Special（橘菊理）
- ToHeart2 adnext（小牧愛佳）

2012年
- ToHeart2 ダンジョントラベラーズ（小牧愛佳）

### ゲーム
2004年
- ToHeart2（小牧愛佳）

2006年
- ブルーブラスター（シルヴィア・リレティーヌ）
  - ブルーブラスターファンディスク〜クロウディア奪還作戦〜（シルヴィア・リレティーヌ）

- ローゼンメイデン（2006年 - 2007年、桜田のり） - 2作品

2007年
- 許嫁（カリン・パスティール、ピザーノ男爵夫人）

2008年
- 恋する乙女と守護の楯 The shield of AIGIS（2008年 - 2020年、真田設子） - 3作品

2009年
- 11eyes CrossOver（橘菊理、インヴィディア）
- スターオーシャン4 -THE LAST HOPE-（サラ / サラ・ジェランド）
- ToHeart2 PORTABLE（小牧愛佳）

2010年
- 紅魔城伝説II 妖幻の鎮魂歌（パチュリー・ノーレッジ、ルナチャイルド）
- スターオーシャン4 -THE LAST HOPE- INTERNATIONAL（サラ / サラ・ジェランド）
- ぱすてるチャイムContinue（ミューゼル・クラスマイン）

2011年
- AQUAPAZZA（小牧愛佳）
- ToHeart2 ダンジョントラベラーズ（小牧愛佳）
- ToHeart2 DX PLUS（小牧愛佳）
- Princess Frontier Portable（ロコナ）
- ましろ色シンフォニー *mutsu-no-hana（天羽みう）

2012年
- あまつみそらに! 雲のはたてに（清澄芹夏）
- 桜花センゴク! Portable（毛利輝元ちゃん）
- ハートフルシミュレーター PACHISLOT ToHeart2（小牧愛佳）
- 真剣で私に恋しなさい!!R（武蔵小杉）
- 嫁コレ（天羽みう）

2013年
- ToHeartハートフルパーティ（小牧愛佳）

2014年
- 相州戦神館學園 八命陣 天之刻（柊恵理子）
- ローゼンメイデン ヴェヘゼルン ジー ヴェルト アップ（桜田のり）
- ダンジョントラベラーズ2 王立図書館とマモノの封印（小牧愛佳）

2015年
- 月に寄りそう乙女の作法 〜ひだまりの日々〜（山吹八千代）

2016年
- 乙女理論とその周辺 -Bon Voyage-（山吹八千代）

2017年
- かまいたちの夜 輪廻彩声（小林今日子）
- スターオーシャン:アナムネシス（サラ・ジェランド）
- スターオーシャン4 -THE LAST HOPE- 4K & Full HD Remaster（サラ / サラ・ジェランド）

2018年
- タユタマ2 -you're the only one-（泉戸ましろ）

2020年
- 異世界酒場のセクステット 〜Vol.1 New World Days〜（ダリア）

### ドラマCD
時期不明
- ニューパラダイス（竜のママ）
- 大人になる呪文（春日未由）
- クロノクルセイド オリジナルドラマCD 〜Spirit〜（シスタークレア）

2003年
- 天正やおよろず（2003年 - 2004年、柚） - 全2巻

2004年
- ドラマCD「ホワイトブレス with faint hope」（美穂）
- dear【ディア】（メイド）

2005年
- ローゼンメイデン オリジナルドラマ〜『探偵』Detektiv〜（桜田のり）
- IZUMO2 猛き剣の閃記 キャラクターソング＆ドラマCD Vol.2 白鳥琴乃＆白鳥明日香（白鳥明日香）

2006年
- アンソロジードラマCD ToHeart2 Vol.1、2（小牧愛佳）
- ローゼンメイデン トロイメント オリジナルドラマCD（桜田のり）

2007年
- 瀬戸の花嫁シリーズ（2007年 - 2008年、委員長）

2009年
- ミカるんX ドラマCD 01（美馬宮火）
  - ミカるんX ドラマCD 02（ケバブ屋のお姉さん）

2010年
- ましろ色シンフォニー オリジナルドラマシリーズ全4巻（天羽みう）
- 11EYES TVアニメ化記念 裏 ドラマCD（インヴィディア）
- 真剣で私に恋しなさい!! ドラマCD　Vol.5（武蔵小杉）

2013年
- アリアンロッド2E ファンブック ラヴィアンローズ ドラマCD「白霧に散る薔薇」（ノエル・グリーンフィールド）

2017年
- アイシテヤマナイ1 - 6（2017年 - 2019年、マスター・他）

### その他CD
- おしかりCD（2006年）
- エマ先生・りっきー先生の使える修羅場会話講座-応用編-（りっきー先生）
- エマ先生・りっきー先生の落とせるくどき文句講座（りっきー先生）
- エマ先生・りっきー先生の嘘がバレバレでもなぜか憎めないイイワケ講座（りっきー先生）
- みつどもえ講座合戦（りっきー先生）
- 天使の導き 悪魔の誘惑（りっきー先生）
- 世界名作講座（りっきー先生）
- 萌える新妻講座（りっきー先生）
- 正しい萌え属性講座（りっきー先生）
- よくわかるフラグ講座（りっきー先生）

### ASMR
- 保育士のなでしこさん（2020年、なでしこ）
- 小さいお姉さんは好きですか？（2022年、萌）

### 吹き替え

#### 映画
- 触手 (映画)（英語版）（2018年、ヴェロニカ〈シモーネ・ブチオ〉[19][20]）

#### アニメ
- ケアベア お願いベアの願いごと!（2007年、おすましベア）

### ラジオ
※はインターネット配信。
- 恋楯ラジオ 矢尾一樹・力丸乃りこ アイギス音泉支部!（2008年、音泉※）
- タユタマらじお -昼下がりの嫁たち-（2009年）
- PFラジオ 力丸乃りこ 友永朱音 ポルカ村 放送局（2011年）

### ラジオCD
- ラジオCD「Radio ToHeart2」Vol.3（2007年4月21日）
- Radio ToHeart2 in CD Rated Vol.4
- ラジオCD「ささら、まーりゃんの生徒会会長ラジオ for ToHeart2」Vol.1、10、17（2008年12月26日、2011年1月28日、2012年12月5日）
- ラジオCD「恋楯ラジオ 矢尾一樹・力丸乃りこ アイギス音泉支部!」（2009年8月28日）
- Lump of Sugar放送部 ラジオCD VOL.4（第44回ゲスト、2009年12月29日）
- ラジオCD「ラジオ 11eyes」（2010年3月19日）
- ラジオCD「帰ってきた!ささら、まーりゃんの生徒会会長ラジオ for ToHeart2」Vol.3 （2015年5月27日）

### パチスロ
- パチスロToHeart2（小牧愛佳、2012年）

### 映像商品
- アクアプラスフェスタ2007 IN ヨコハマ（2008年4月25日）

### その他コンテンツ
- テーブルトークRPG『アリアンロッド・リプレイ・ルージュ』シリーズ（プレイヤー / ノエル・グリーンフィールド）

## ディスコグラフィ

### キャラクターソング
| 発売日   | 商品名                                                                      | 歌 | 楽曲                                                                                   | 備考                                                        |
| 2005年   | 2005年                                                                      | 2005年 | 2005年                                                                                 | 2005年                                                      |
| -------- | --------------------------------------------------------------------------- | --- | -------------------------------------------------------------------------------------- | ----------------------------------------------------------- |
| 10月28日 | IZUMO2 猛き剣の閃記 キャラクターソング＆ドラマCD Vol.2 白鳥琴乃＆白鳥明日香 | 白鳥明日香（力丸乃りこ）                                                                                                 | 「好き…」                                                                              | テレビアニメ『IZUMO -猛き剣の閃記-』関連曲                  |
| 11月23日 | ToHeart2 CharacterSongs                                                     | 小牧愛佳（力丸乃りこ）                                                                                                   | 「春の日和の野原の寝顔」                                                               | ゲーム『ToHeart2』関連曲                                    |
| 2007年   |                                                                             | |                                                                                        |                                                             |
| 2月28日  | OVA ToHeart2 DVD第1巻初回限定版特典CD「CD RATED EXTRA Vol.1」               | 柚原このみ（落合祐里香）、小牧愛佳（力丸乃りこ）                                                                         | 「Heart To Heart Konomi＆Manaka アレンジバージョン」                                   | OVA『OVA ToHeart2』関連曲                                   |
| 10月3日  | 瀬戸の花嫁 キャラクターソング5 Who are you?                                 | 委員長（力丸乃りこ） | 「Who are you?」 「Who are you?（Re-mix version）」                                    | テレビアニメ『瀬戸の花嫁』関連曲                            |
| 2008年   |                                                                             | |                                                                                        |                                                             |
| 2月27日  | 瀬戸の花嫁 歌謡全集 人魚篇                                                  | 委員長（力丸乃りこ） | 「Who are you? -Album ver.-」                                                          | テレビアニメ『瀬戸の花嫁』関連曲                            |
| 2月27日  | 瀬戸の花嫁 歌謡全集 仁侠篇                                                  | 銭形巡（森永理科）、委員長（力丸乃りこ）                                                                                 | 「Romantic summer 八中女子やりすぎMIX」                                                | テレビアニメ『瀬戸の花嫁』関連曲                            |
| 2010年   |                                                                             | |                                                                                        |                                                             |
| 11月24日 | ましろ色シンフォニー オリジナルドラマシリーズ サウンドポートレート          | 天羽みう（力丸乃りこ）                                                                                                   | 「優しい時間」                                                                         | テレビアニメ『ましろ色シンフォニー』関連曲                  |
| 11月24日 | ましろ色シンフォニー オリジナルドラマシリーズ サウンドポートレート          | 瀬名愛理（小野涼子）、瓜生桜乃（後藤麻衣）、アンジェリーナ・菜夏・シーウェル（壱智村小真）、天羽みう（力丸乃りこ）       | 「シンフォニック ラブ〜Allstar ver〜」                                                 | テレビアニメ『ましろ色シンフォニー』関連曲                  |
| 2011年   |                                                                             | |                                                                                        |                                                             |
| 12月21日 | ましろ色シンフォニー キャラクターパレット Vol.2                             | 天羽みう（力丸乃りこ）                                                                                                   | 「想いの蕾 恋する未来」                                                                | テレビアニメ『ましろ色シンフォニー』関連曲                  |
| 2013年   |                                                                             | |                                                                                        |                                                             |
| 2月8日   | PACHISLOT ToHeart2 ボーカル集                                               | 小牧愛佳（力丸乃りこ）                                                                                                   | 「春の日和の野原の寝顔」                                                               | ゲーム『ハートフルシミュレーター PACHISLOT ToHeart2』関連曲 |
| 2月8日   | PACHISLOT ToHeart2 ボーカル集                                               | 柚原このみ（長谷優里奈）、向坂環（伊藤静）、小牧愛佳（力丸乃りこ）、久寿川ささら（小野涼子）、まーりゃん先輩（小暮英麻） | 「Heart To Heart -2011 sparkling version-」 「Feeling Heart -2011 sparkling version-」 | ゲーム『ハートフルシミュレーター PACHISLOT ToHeart2』関連曲 |